# Lèmur mostela de Wright
El lèmur mostela de Wright (Lepilemur wrightae) és una espècie de lèmur mostela. Com tots els lèmurs, és endèmic de Madagascar. És un dels lèmurs mostela més grans, amb una llargada total de 52-64 cm, dels quals 24-27 cm pertanyen a la cua. És originari del sud-est de Madagascar, on viu en boscos primaris i secundaris d'altitud mitjana.
Originalment se l'anomenà L. wrighti, però es descobrí que el nom estava format de manera errònia i el 2009 fou corregit a L. wrightae.